# 戈羅霍娃街

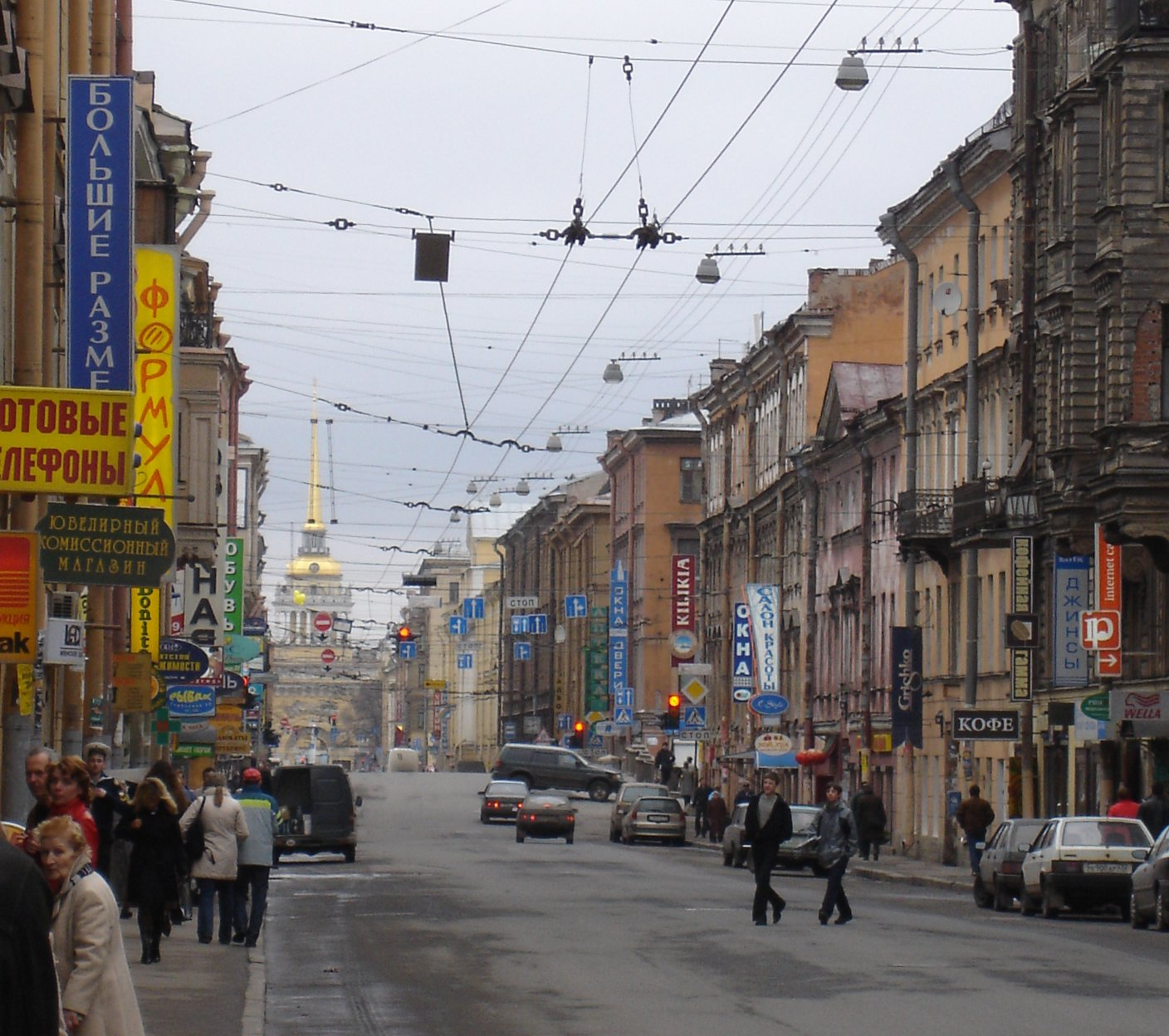
朝向海軍部的街景

戈羅霍娃街（俄语：Горо́ховая у́лица，即「豌豆街」）是俄羅斯第二大城市聖彼得堡的一條街，連接中區的少先隊廣場，經過豐坦卡河、城郊大街、花園大街、格里博耶多夫運河、莫伊卡河，至海軍部區的海軍部大街止。長550公尺。
街名在蘇聯時期曾以當時的革命领袖费利克斯·埃德蒙多维奇·捷尔任斯基命名。